# Selinger Sándor
Selinger Sándor Zoltán (Nagybánya, 1945. június 28. –) romániai magyar fizikus-informatikus, egyetemi docens.

## Élete
A Babeș–Bolyai Tudományegyetemen fizika szakot végzett 1968-ban, ugyanott doktorált fizikából 1984-ben. 1968–1971 között középiskolai tanár Nagybányán. 1971–1974 között fizikus a kolozsvári Terapia gyógyszergyárban. 1974–1996 között tudományos főmunkatárs a kolozsvári Software ITC számítástechnikai kutatóintézetben. 1994-től a Gábor Dénes Főiskola erdélyi konzultációs központjának igazgatója, megszervezte a kihelyezett tagozatokat több erdélyi városban. 2004-től címzetes egyetemi docens, 2007-től a Gábor Dénes Főiskola Műszaki és Alaptudományi Intézetének igazgatója. 1990–1994 között a kolozsvári székhelyű EMT elnöke, a társaság egyik létrehozója. 1991-ben részt vett a FIRKA című diáklap elindításában.

## Munkássága
Kutatási területei többek között: a folyadékkristályok, a számítógépes képfeldolgozás, a textúraelemzés, a térinformatika.
Megjelent kötetei:
- A kristályfoszforok lumineszcenciája, Dacia Kiadó, Antenna sorozat, Kolozsvár, 1974.
- A folyadékkristályok (Schwartz Róberttel), Bukarest, 1983.
- Térinformatika, főiskolai jegyzet, 2003.
- Fizika, főiskolai jegyzet, 2003.